# Comté de Jeff Davis (Géorgie)
Pour les articles homonymes, voir Comté de Jeff Davis.
Le comté de Jeff Davis est un comté de Géorgie, aux États-Unis.

## Démographie
| 1910  | 1920  | 1930  | 1940  | 1950  | 1960  |
| ----- | ----- | ----- | ----- | ----- | ----- |
| 6 050 | 7 322 | 8 118 | 8 841 | 9 299 | 8 914 |

| 1970  | 1980   | 1990   | 2000   | 2010   | - |
| ----- | ------ | ------ | ------ | ------ | - |
| 9 425 | 11 473 | 12 032 | 12 684 | 15 068 | - |